# Oberlandesgericht

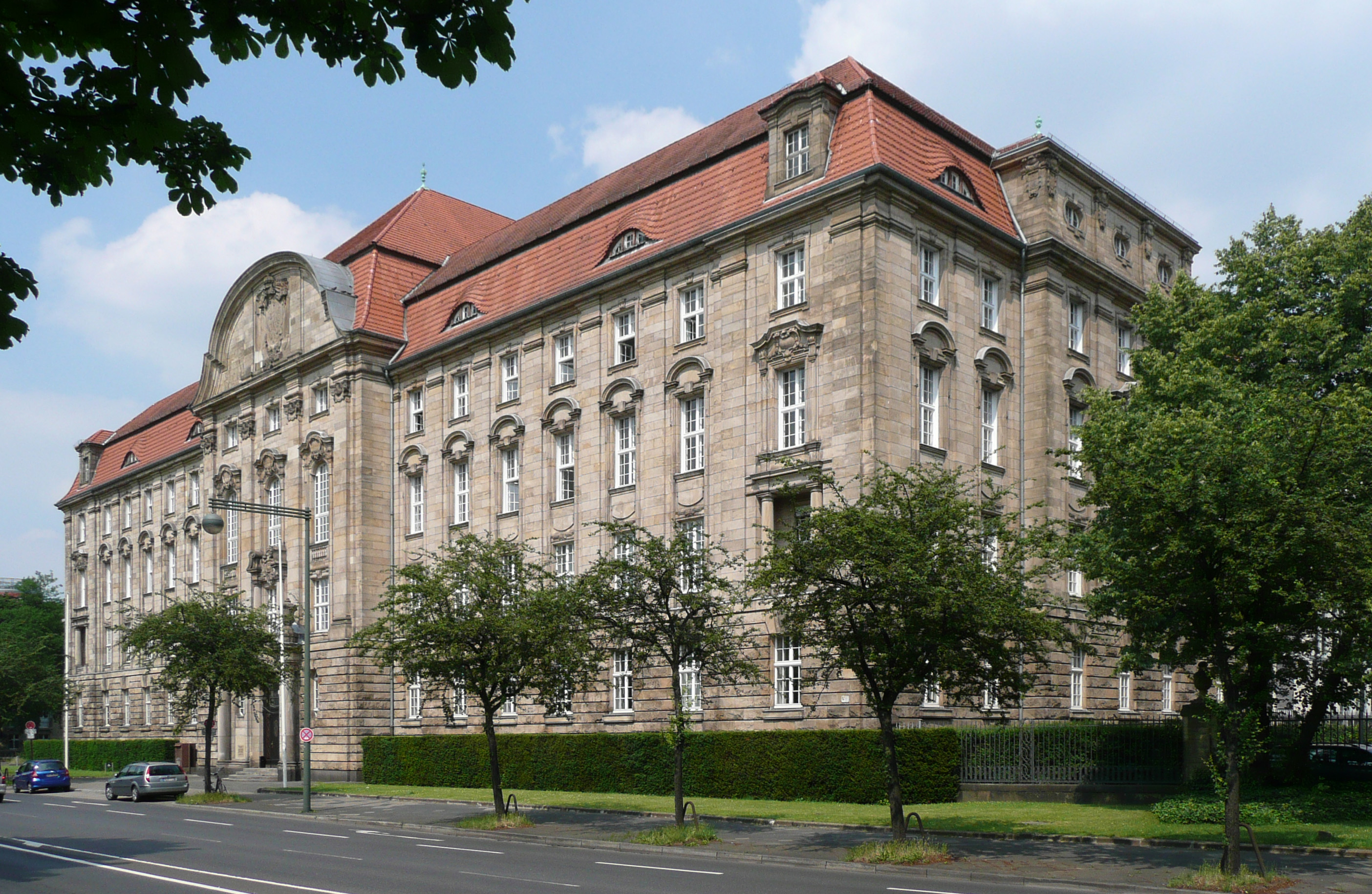
Het Oberlandesgericht in Düsseldorf

Het Oberlandesgericht is in Duitsland het tweede niveau binnen de gewone rechtspraak. Iedere deelstaat ("land") heeft ten minste één Oberlandesgericht. Boven de gerechten staat het Bundesgerichtshof.

## Bevoegdheid
De bevoegdheden van de Oberlandsgerichten zijn geregeld in de achtste titel van het Duitse wetboek de Gerichtsverfassungsgesetz. Het gerecht heeft als voornaamste taak beroepszaken te behandelen, zowel in het straf- als in het civiel recht. Voor een zeer beperkte groep delicten is het gerecht in eerste instantie bevoegd. Daarbij gaat het met name om misdaden tegen de veiligheid van de staat. In civiele zaken is het gerecht in eerste instantie slechts bevoegd in zaken betreffende geschillen op grond van de wet Kapitalanleger Musterverfahrensgesetz.
In hoger beroep behandelt het gerecht met name zaken die in eerste instantie door een Landgericht zijn behandeld. Voor familiezaken is het gerecht beroepsinstantie tegen uitspraken van het Amtsgericht.
Het gerecht is verdeeld in civiele en strafkamers. Uitgangspunt is dat zaken worden behandeld in kamers met drie rechters.

## Overzicht

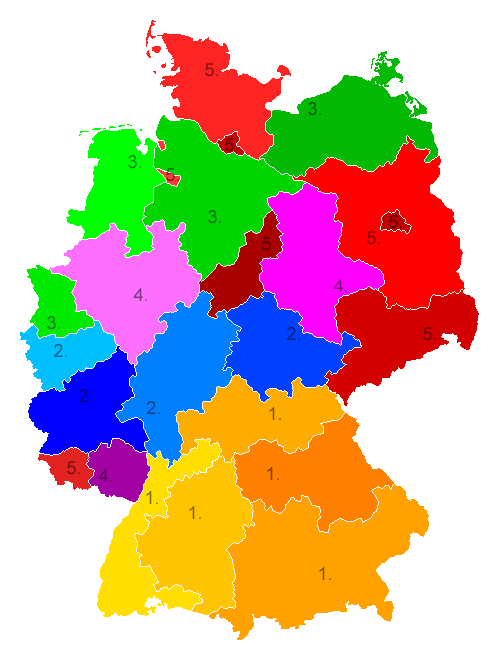
De rechtsgebieden van de 24 Oberlandesgerichten; het cijfer verwijst naar de strafkamer van het Bundesgerichtshof die bevoegd is voor het betreffende Ogr

Duitsland telt 24 verschillende Oberlandesgerichten. De deelstaten Nedersaksen, Beieren en Noordrijn-Westfalen hebben er drie, Baden-Württemberg en Rijnland-Palts hebben er twee. De zetel van een Oberlandesgericht wordt bepaald door de deelstaten. Daarbij kan worden bepaald dat het gerecht ook zitting kan houden op een nevenlocatie.

### Sleeswijk-Holstein
Het gerecht voor Sleeswijk-Holstein is gevestigd in de stad Schleswig. Oorspronkelijk was het gevestigd in Kiel. Het is beroepsinstantie voor de vier Landgerichten en 22 Amtsgerichten in de deelstaat.

### Hamburg
Het gerecht voor het land Hamburg wordt historisch aangeduid als Hanseatisches Oberlandesgericht zonder toevoeging van de naam van Hamburg. Het is beroepsinstanie voor het Landgericht Hamburg en de acht Amtsgerichten die daaronder vallen.

### Nedersaksen
Het land Nedersaksen telt drie Oberlandesgerichten. Het gerecht in Celle is bevoegd voor zes Landgerichten met daaronder 41 Amtsgerichten in het oosten van het land. Het gerecht in Oldenburg is beroepsinstantie voor drie Landgerichten en 23 Amtsgerichten in het westen van de deelstaat. Braunschweig is bevoegd voor twee Landgerichten en zestien Amtsgerichten waarvan het gebied deels overeenkomst met het historische Braunschweig.

### Bremen
Het Hanseatisches Oberlandesgericht Bremen is bevoegd voor het Landgericht in Bremen en de drie Amtsgerichten die daaronder vallen. Het hof in Bremen bestaat pas sinds 1945. Eerder was Hamburg ook bevoegd als Oberlandesgericht voor Bremen.

### Mecklenburg-Voor-Pommeren
Bij de heroprichting van het land Mecklenburg-Voor-Pommeren na de Duitse hereniging werd Schwerin hoofdstad van het land. Het Oberlandesgericht werd toegedeeld aan Rostock. Het gerecht is bevoegd voor de vier Landgerichten en twaalf Amtsgerichten in de deelstaat.

### Brandenburg
In het land Brandenburg is het Oberlandesgericht gevestigd in de stad Brandenburg an der Havel. Het staat boven vier Landgerichten en 24 Amtsgerichten.

### Berlijn
Het Oberlandesgericht voor Berlijn staat bekend als het Kammergericht. De geschiedenis van het gerecht gaat terug tot 1468 waarmee het geldt als het oudste nog functionerende gerecht in Duitsland. Tegenwoordig is het gerecht beroepsinstantie voor het Landgericht Berlijn en de elf Amtsgerichten die daaronder vallen.

### Saksen-Anhalt
Het land Saksen-Anhalt koos ervoor om het Oberlandesgericht te vestigen in Naumburg. De stad Naumburg was al in 1816 zetel van het toenmalige Oberlandesgericht voor de Pruisische provincie Saksen. Tegenwoordig is het beroepsinstantie voor de vier Landgerichten en 25 Amtsgerichten van de deelstaat.

### Thüringen
Het Thüringer Oberlandesgericht is gevestigd in Jena. Jena was al de zetel van het Oberlandesgericht voor de Ernestijnse hertogdommen dat in 1816 als Oberappellationsgericht werd opgericht en in 1871 Oberlandesgericht werd. Tegenwoordig is het bevoegd voor de vier Landgerichten en de 23 Amtsgerichten van de Freistaat Thüringen.

### Saksen
Het Oberlandesgericht Dresden werd in 1993 opnieuw opgericht en is nu bevoegd voor de vijf Landgerichten en 26 Amtsgerichten van de Freistaat Saksen. Het hof werd in 1835 gesticht als Oberappellationsgericht voor het toenmalige koninkrijk Saksen.

### Noordrijn-Westfalen
Noordrijn-Westfalen heeft drie Oberlandesgerichten. Het gerecht in Hamm is bevoegd voor de oostelijke helft van de deelstaat en is het grootste Oberlandesgericht in het land. Het is bevoegd voor tien Landgerichten en 78 Amtsgerichten. Het gerecht in Keulen is bevoegd voor drie Landgerichten en 23 Amtsgerichten in het zuidwesten van de deelstaat. Het gerecht in Düsseldorf is bevoegd voor zes Landgerichten en de 29 Amtsgerichten die daaronder vallen.

### Rijnland-Palts
Het land Rijnland-Palts is verdeeld onder twee Oberlandesgerichten. Het gerecht in Koblenz is bevoegd voor de drie Landgerichten en de 27 Amtsgerichten daaronder in het Rijnland, de noordelijke helft van de deelstaat, terwijl het gerecht in Zweibrücken bevoegd is voor de vier Landgerichten en vijftien Amtsgerichten in de zuidelijke helft.

### Saarland
Het Saarländisches Oberlandesgericht in Saarbrücken is bevoegd voor het enige Landgericht in de deelstaat en de tien Amtsgerichten die daaronder vallen.

### Hessen
Het land Hessen heeft zijn Oberlandesgericht in de stad Frankfurt am Main. Het is bevoegd voor de negen Landgerichten en 41 Amtsgerichten van de deelstaat. Het gerecht heeft nevenlocaties in Kassel en Darmstadt.

### Baden-Württemberg
Baden-Württemberg kent twee Oberlandesgerichten. Het gerecht in Stuttgart is bevoegd voor de acht Landgerichten en 56 Amtsgerichten in de oostelijke helft van het land. Het gerecht in Karlsruhe is bevoegd voor de negen Landgerichten en 53 Amtsgerichten in de westelijke helft.

### Beieren
Beieren telt drie Oberlandesgerichten. Het gerecht in München is bevoegd voor de tien Landgerichten en 38 Amtsgerichten in het zuiden van het land. Het gerecht in Nürnberg is bevoegd voor vijf Landgerichten en zeventien Amtsgerichten in het midden van het land, terwijl het gerecht in Bamberg bevoegd is voor de zeven Landgerichten en achttien Amtsgerichten in het noorden van Beieren.